# Svarthuvad stentrast
Svarthuvad stentrast (Monticola semirufus) är en fågel i familjen flugsnappare inom ordningen tättingar.

## Utseende och läte
Svarthuvad stentrast är en vackert tecknad trastliknande fågel. Båda könen har mörk ovansida och en ljus vit fläck mitt på vingen. Hanen har prydligt avgränsad svart hjässa och rödorange buk. Honan kan verka helmörk bortsett från vingfläcken, men på närmare håll syns tunna tvärband på buken och rostfärgade toner nära undergumpen. Arten liknar klippskvättan, men denna har istället för den vita vingfläcken en vit fläck på skuldran. Sången är vacker och trastlik, bestående av mörka visslingar och skorrande toner i korta fraser.

## Utbredning och systematik
Fågeln förekommer i höglänta områden i Eritrea och Etiopien. Den behandlas som monotypisk, det vill säga att den inte delas in i några underarter.

### Släktestillhörighet
Tidigare har den placerats bland klippskvättorna i Thamnolaea, vilket dess tidigare svenska trivialnamn avslöjar, vitvingad klippskvätta. Genetiska studier visar att den egentligen är en stentrast.

### Familjetillhörighet
Stentrastarna ansågs fram tills nyligen liksom bland andra stenskvättor, rödstjärtar och buskskvättor vara små trastar. DNA-studier visar dock att de är marklevande flugsnappare (Muscicapidae) och förs därför numera till den familjen.

## Status
Arten har ett stort utbredningsområde och beståndet anses stabilt. Internationella naturvårdsunionen IUCN listar den därför som livskraftig (LC).